# 排除アート

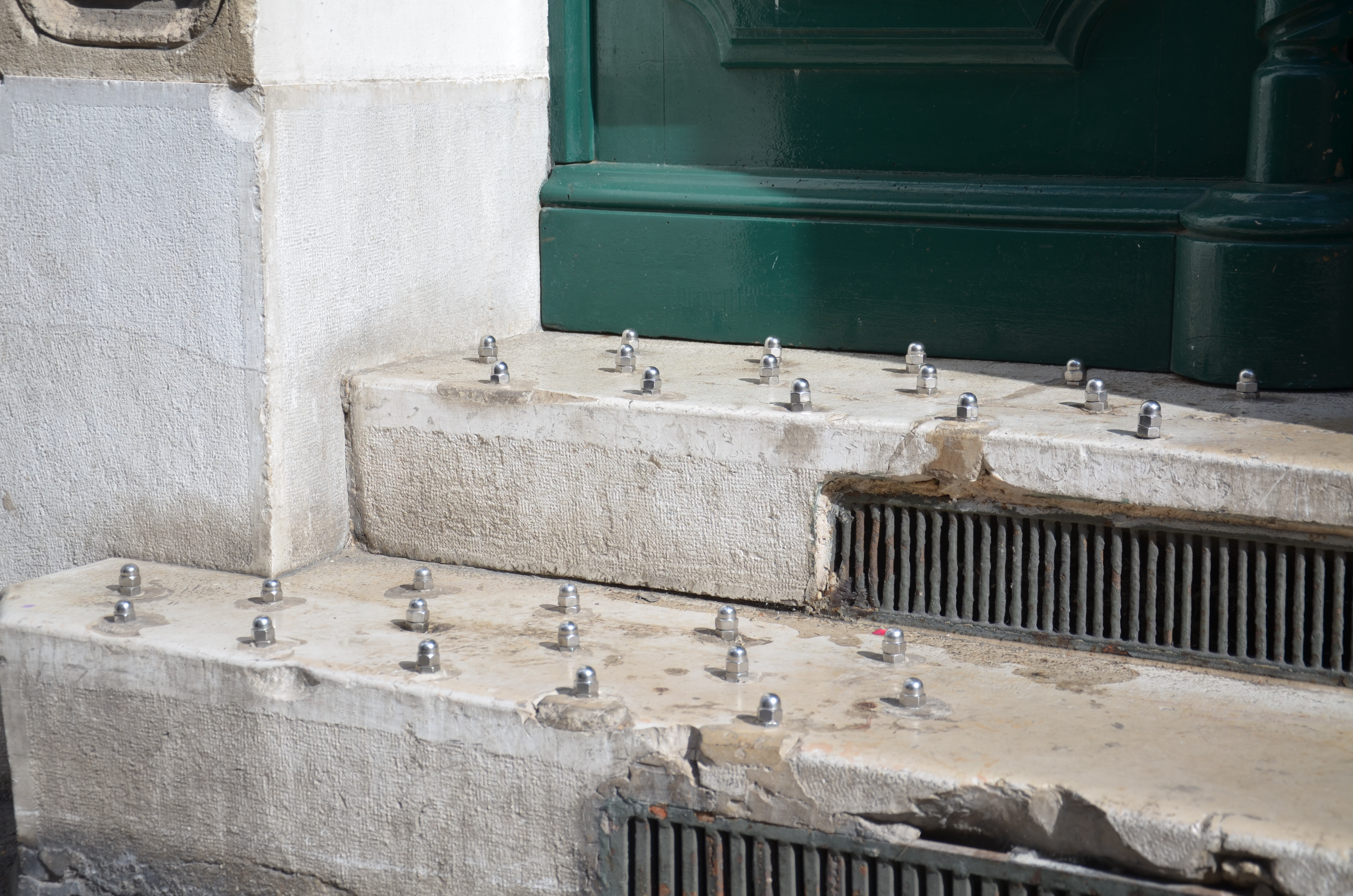
座ったり眠ったりできないよう、フランスの建築物の前の階段に設置されたボルト。

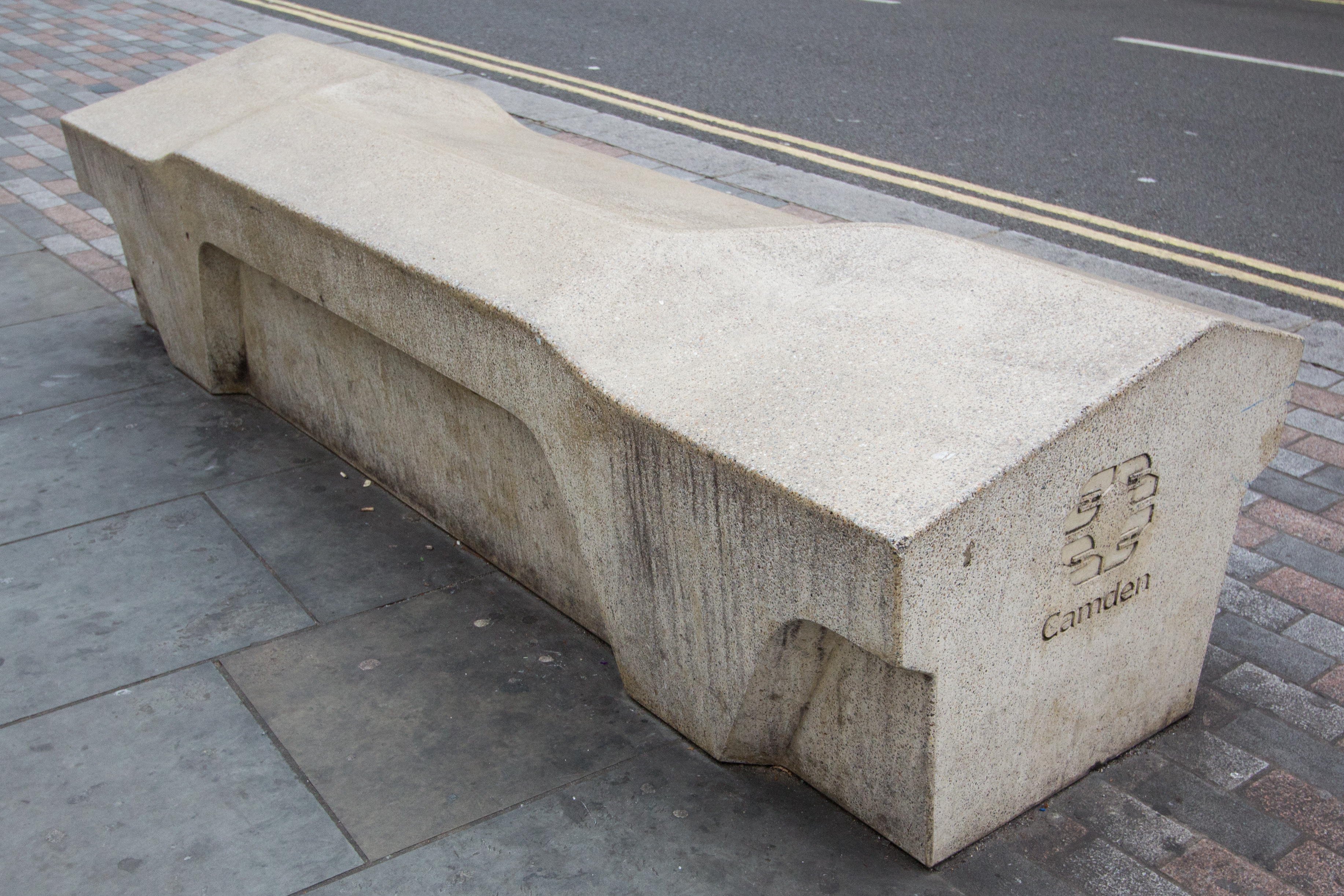
排除アートの例であるロンドンのカムデン・ベンチ。

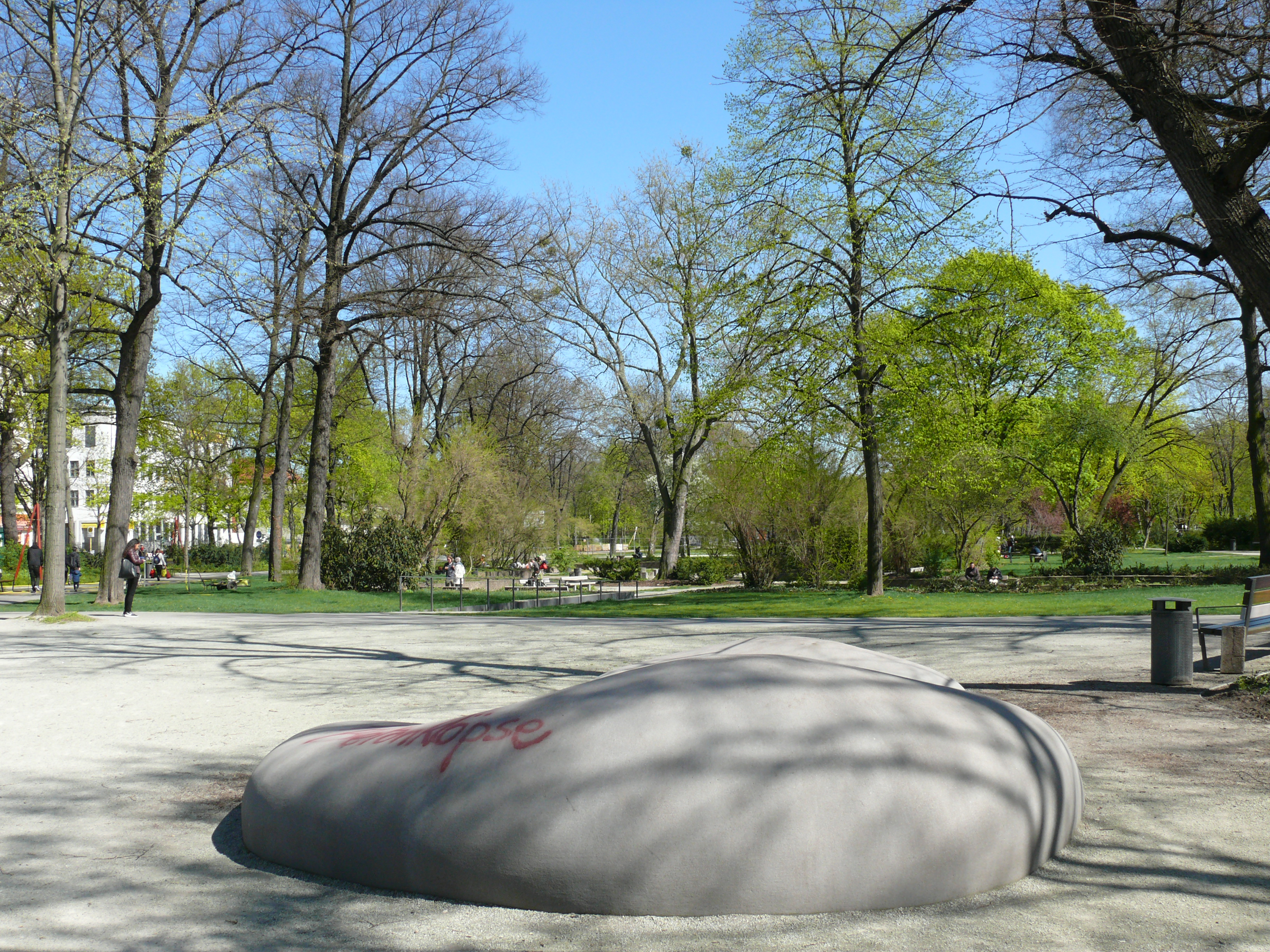
ドイツのベルリンにある “Sitzkiesel”（「座る石」）は、以前のベンチのかわりとして設置された。

排除アート（はいじょアート、Hostile architecture）とは、パブリックスペースが損壊されたり、予め想定された用途以外で使われたりしないよう建造物に手を加えるアーバンデザインの造形物で、アーバンデザインにおける1つの手法である。施設管理者が意図した用途を利用者に対して強制するための設計手法である。施設管理者によって犯罪・マナー違反防止の目的で設置される。
排除アートは都市住民の中でも社会的弱者を対象とし、その中でもホームレス排除が主要な目的であることが多く、しばしば物議をかもすものとなる。座り込んだり、うろついたり、スケートボードをしたりすることを防ぐ意図を持って設置されることもあれば、意図せずにあらゆる公衆、とくに高齢者、障害者、子どもなどにとって都市空間を使いにくいものにしてしまうこともある。その点で、排除アートにはバリアフリーの設計方針と対立する設計も含む。日本語の用語について、そもそも排除を目的とする障害物をアートと呼ぶべきではないとの意見もある。2020年11月16日に東京都渋谷区幡ヶ谷でホームレス女性が殺害された事件では、女性は普段から襲われるのを避けるためか灯りのあるバス停のベンチに座って寝ていたのだが、そのベンチも傾斜のついた、着座ですら長時間は困難な排除アートであった。

## 呼称
都市空間において「社会的困窮者の追い出し」の作用がある構造物などに対し、日本語では「排除アート」という呼称がある。1990年代以降に「アート」と称されるようになったとされる。

## 設置目的

### ホームレス排除
野宿が困難になるよう鋲を平らな表面に打ち込むなどする「アンチホームレススパイク」など、ホームレスの人々に対する攻撃的な対策が最も典型的な排除アートの例である。その他、ベンチに横になって寝転がれないような肘掛けを設置したり、滑りやすい棒状の腰掛けにする、日除けに隙間を作り日差しや雨を凌げないようにするなどの手法がある。
シアトル交通局ではホームレスの人々がキャンプできないような駐輪ラックを設置している。

### その他

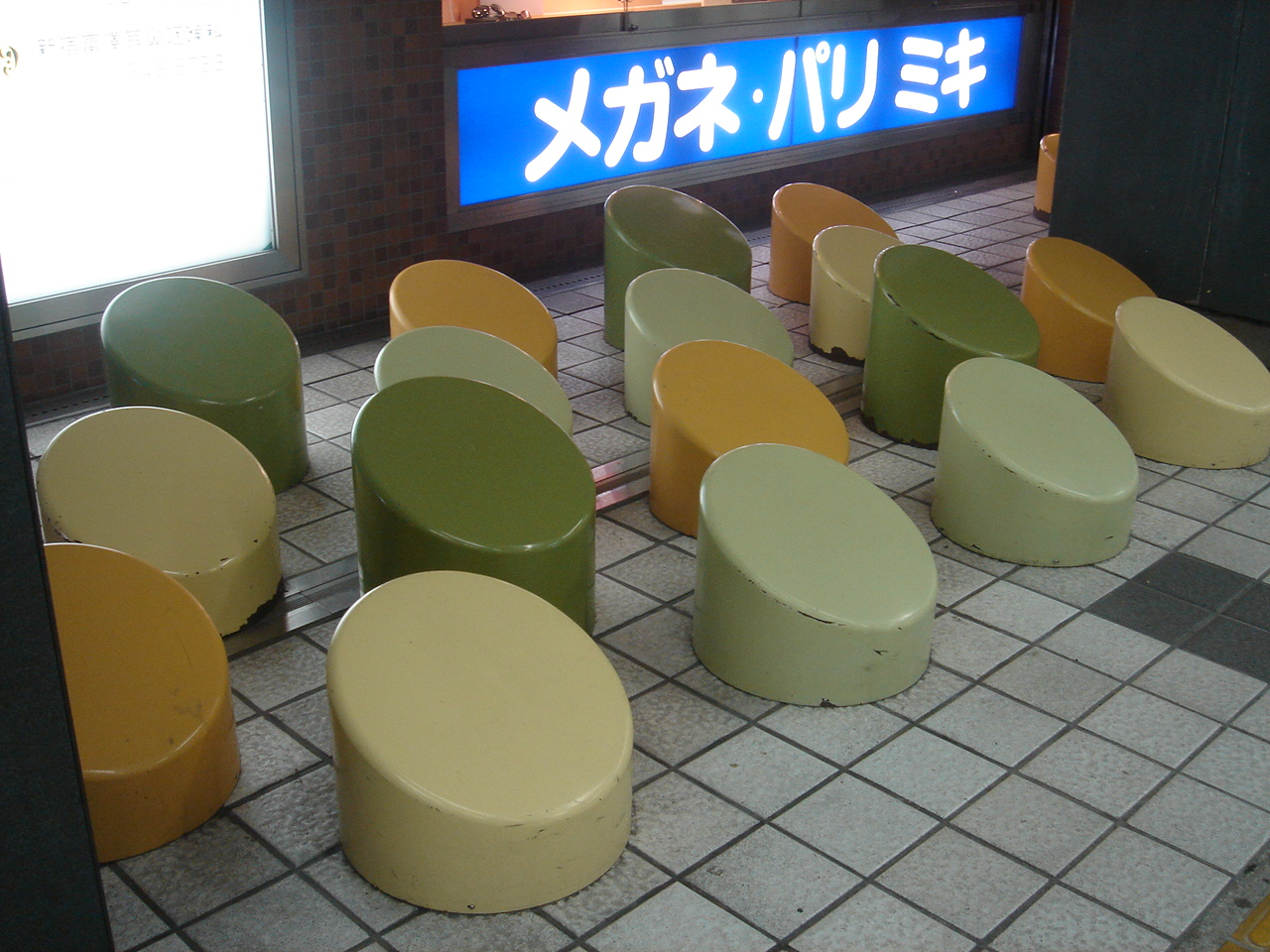
新宿駅西口地下広場にある排除アートの一種。

ホームレス排除以外に排除アートが設置される目的としては、スケートボードの走行、ゴミのポイ捨て、無目的なうろつき、排尿などを防ぐことが普通である。窓台に人が座れないように傾けたり、「断続的に稼働するが、実際は何にも放水していない」スプリンクラーを設置するなどしてこうした行為を妨害する。

## 歴史

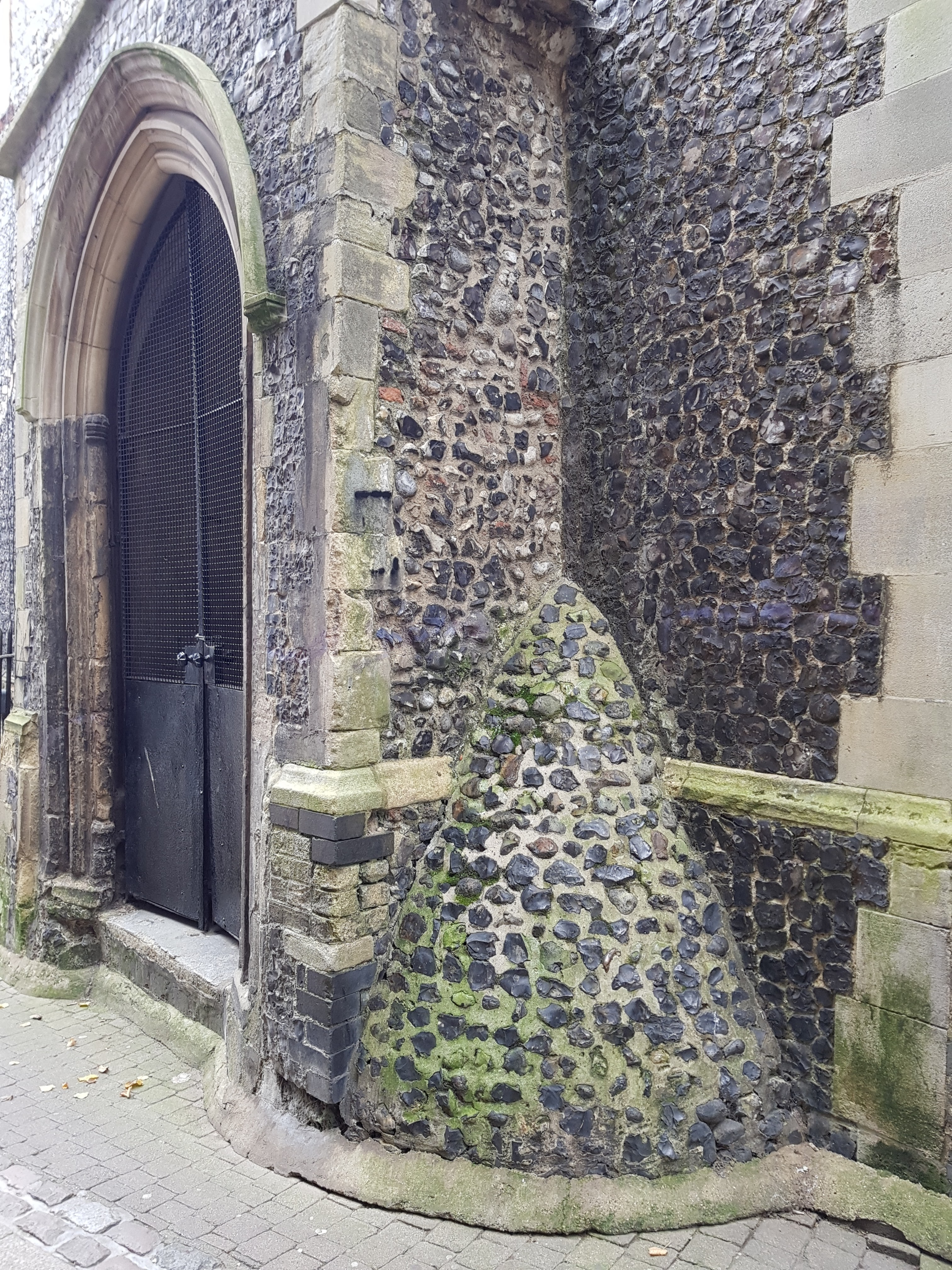
“urine deflectors” の例。立ち小便をすると本人に戻る仕組みになっている。

土木工学を用いて社会工学的な目的を達成しようとすることは古くから行われている。19世紀には「尿阻板」（なお、「板」とは限らない）という、立ち小便ができないよう家の外壁につける板があり、これは先行例とみなせる。
現代の排除アートは防犯環境設計（CPTED）というデザイン哲学から派生したものであり、自然監視、自然アクセス制御、域内強制執行という3つの戦略を通じた犯罪防止や財産保護を目的としている。

## 批判
排除アートは批判を浴びており、規範的に認められているような行動以外はとれないようになり、公共空間を商業的で「ニセ公共」的な空間にし、設けられた物は「社会の分断をもたらす」ために使用していると言われている。
仕切りのあるベンチは使い勝手が悪いという指摘もある。
評論家の佐々木敦は、「排除アート」という日本語について「路上生活者を排除するために公共スペースにしつらえられた障害物を「アート」と称するもので、そんなのはアートでもなんでもない」と批判的なコメントを出している。
2018年にイギリスの芸術家スチュアート・センプルは、周囲に排除アートの例を見つけたらそれを示すステッカーを貼るよう公衆にすすめる啓発キャンペーンをソーシャルメディアではじめた。
2023年には平塚市市議の活動により、平塚駅前に設置された仕切りのあるベンチの改修に合わせ、仕切りが無い物に交換された。仕切りが無いベンチに苦情は寄せられていないという。